# 53ª Divisione fanteria "Arezzo"
La 53ª Divisione fanteria "Arezzo" fu una grande unità del Regio Esercito, operativa durante la seconda guerra mondiale. Era in particolare una divisione di fanteria da montagna, che si distingueva dalle analoghe unità di fanteria ordinarie per la trazione del Reggimento di artiglieria divisionale, che risultava composto da due gruppi someggiati e di uno carrellato, invece che di due ippotrainati ed uno someggiato e per l'utilizzo di salmerie invece che del classico carreggio. Con il progredire della guerra e la progressiva motorizzazione di una parte considerevole delle artiglierie divisionali, le divisioni da montagna divennero sostanzialmente indistinguibili dalle normali divisioni di fanteria, e la denominazione specifica andò progressivamente in disuso.

## Storia
Le origini della grande unità risalgono alla Brigata "Arezzo", costituitasi il 18 maggio 1916 con in organico 225º ed il 226º Reggimento fanteria "Arezzo" e smobilitata alla fine della prima guerra mondiale il 12 febbraio 1919. In seguito al riordinamento del Regio Esercito del 1926 su brigate ternarie, il Comando della Brigata ed il 226º Reggimento vengono sciolti, mentre il 225º venne aggregato alla XXIV Brigata di Fanteria. Il 24 maggio 1939, a Macerata, il 225º Reggimento fanteria "Arezzo" ed il 226º Reggimento fanteria "Arezzo" furono riuniti e costituirono, con il 53º Reggimento artiglieria per Divisione di fanteria, la 53ª Divisione fanteria "Arezzo".
Nel giugno del 1939 la divisione viene inviata nell'Albania occupata dagli italiani, inquadrata nel Comando Superiore Truppe d'Albania e assegnata al presidio delle zone di Coriza, Tepelenë, Fier e Berat.
Il 10 giugno 1940, all'entrata dell'Italia nella seconda guerra mondiale, la divisione si trova schierata a copertura del confine jugoslavo. Dopo l'inizio delle ostilità contro la Grecia, il 30 ottobre alcuni reparti della divisione vengono inviati sul confine greco-albanese, nella zona di Peshkopi ed aggregati alla 19ª Divisione fanteria "Venezia", mentre il resto della grande unità viene inviato sulla zona nord del fronte, nel settore Pogradec-Përrenjas. Il 20 novembre torna ad organici completi ed assume la responsabilità del settore Shkumbini. Qui, dopo aver resistito a pesanti contrattacchi greci, è infine costretta, dal 2 dicembre a ripiegare e ad attestarsi sul monte Kosica, che mantiene nonostante l'accanita spinta del nemico. La pressione aumenta di intensità dal 2 gennaio 1941 e la divisione continua a perdere terreno, fino a quando, a causa delle perdite subite, il 20 febbraio torna nelle retrovie per riordinarsi e viene assegnata alla riserva d'armata. In vista dell'invasione della Jugoslavia, il 28 marzo viene schierata sulla frontiera jugoslava-albanese, a nord ovest del Lago di Ocrida, per entrare il 9 aprile in territorio nemico. Il giorno successivo strappa al nemico Struga ed Ocrida, in territorio macedone, attestandosi a nord sulla linea Vramiste-Trebeniste. Il 17 aprile viene richiamata in Albania per partecipare alle ultime fasi delle operazioni contro la Grecia. Dopo la fine delle ostilità viene destinata al presidio delle zone di Sarantaporos e di Belica, dove è impegnata in operazioni di rastrellamento e controllo del territorio per tutto il 1942 ed il 1943.
Il 29 gennaio 1943 viene aggregato alla divisione il 343º Reggimento fanteria "Forlì", costituito il 1º novembre 1941 a Cosenza dal deposito del 16º Reggimento fanteria "Savona".
Dal 1º luglio 1943 viene assegnato, quale comandante della fanteria divisionale, il generale di brigata Salvatore D'Agostino.
L'armistizio dell'8 settembre colse di sorpresa tutte le unità del Regio Esercito in tutti i teatri, la maggior parte delle quali si sbandò e cadde prigioniera. Le unità dell'9ª Armata ricevettero dal Comando supremo militare italiano l'ordine raggiungere la costa in vista di un reimbarco verso la patria, finendo per scontrarsi con le unità tedesche che sbarravano loro la strada. Il generale Dalmazzo, comandante della 9ª Armata ed il generale Ezio Rosi, comandante del Gruppo d'armate Est, tennero un atteggiamento ambigio ed attendista, che portò alla cattura di quattro delle sei divisioni in Albania. Le divisioni Parma, Puglie, Brennero ed appunto la 53ª Divisione fanteria "Arezzo" cedettero le armi e furono sciolte, mentre la 41ª Divisione fanteria "Firenze" e la 151ª Divisione fanteria "Perugia" prima di disperdersi si scontrarono con i tedeschi. 
L’8 settembre 1943 la Divisione “Arezzo”, era in forza al 343º reggimento fanteria a Corizza (Korca), nell’Albania meridionale al confine con la Grecia.
Il giorno successivo, secondo quanto riferito da un ufficiale italiano, membri dell'Arezzo ottemperando odini del Generale Arturo Torriano, aprirono il fuoco su una manifestazione antifascista, davanti alla moschea e alla cattedrale ortodossa. Alla manifestazione prendeva parte nella maggioranza gente disarmata con donne e bambini. 32 furono i morti rimasti a terra sulla piazza mentre altri 27 persero la vita in ospedale, per un totale di 59 morti e più di 120 feriti.
Il 12 settembre, mentre a Corizza si stava organizzando il rientro delle unità, Benito Mussolini venne liberato dai paracadutisti tedeschi e portato in Germania per organizzare quella che fu proclamata il 23 settembre: la Repubblica sociale italiana che prese il nome di Repubblica di Salò dalla sede del governo subito costituito. A seguito di ciò l’atteggiamento dei militari del 3° Reich verso gli italiani si fece più aggressivo: venne chiesto loro di aderire alla RSI e di combattere al fianco dei tedeschi. L’adesione a tale invito da parte dei militari italiani fu scarsa. Tuttavia l’atteggiamento filo nazista di alcuni ufficiali del Regio Esercito indebolì la posizione dei dissidenti e incattivì i tedeschi.
Alle ore 21,00 circa del 17 settembre la 53ª Divisione fanteria "Arezzo" fu radunata e circondata da uno schieramento di autoblindo e mitragliatrici dell’esercito germanico. Un ufficiale tedesco minacciò aspre rappresaglie contro chi non si schierava a fianco dei tedeschi per continuare la guerra. Grande fu lo sconcerto e il timore tra i militari italiani. “Dopo alcuni minuti di indecisione e di consultazioni tra di noi,” scriverà il cappellano don Saverio Miranda, “uscirono dalle file quasi tutti gli ufficiali, molti sottufficiali ed alcuni fanti”. Tra gli ufficiali, testimonia nella sua relazione il soldato semplice Ivo Bartolucci, “rimangono fermi solo 3: il cap. Russo, il ten. Bozza e il s.tenente Bonafede. Questi sono disarmati e degradati”. Nella sua relazione il capitano Arnaldo Palmarocchi scrive che “Il sottotenente Bonafede è colpevole di aver risposto «non aderisco perché ho giurato fedeltà al mio Re»”. “Fu così che tre ufficiali e una ventina tra sottufficiali e truppa”, continua don Saverio Miranda, “furono presi e condotti sulla collina Sh, Thanasi ove furono fucilati nella stessa notte, alle ore una del 18 settembre 1943”.

## Ordine di battaglia: 1940
- 225º Reggimento fanteria "Arezzo"
- 226º Reggimento fanteria "Arezzo"

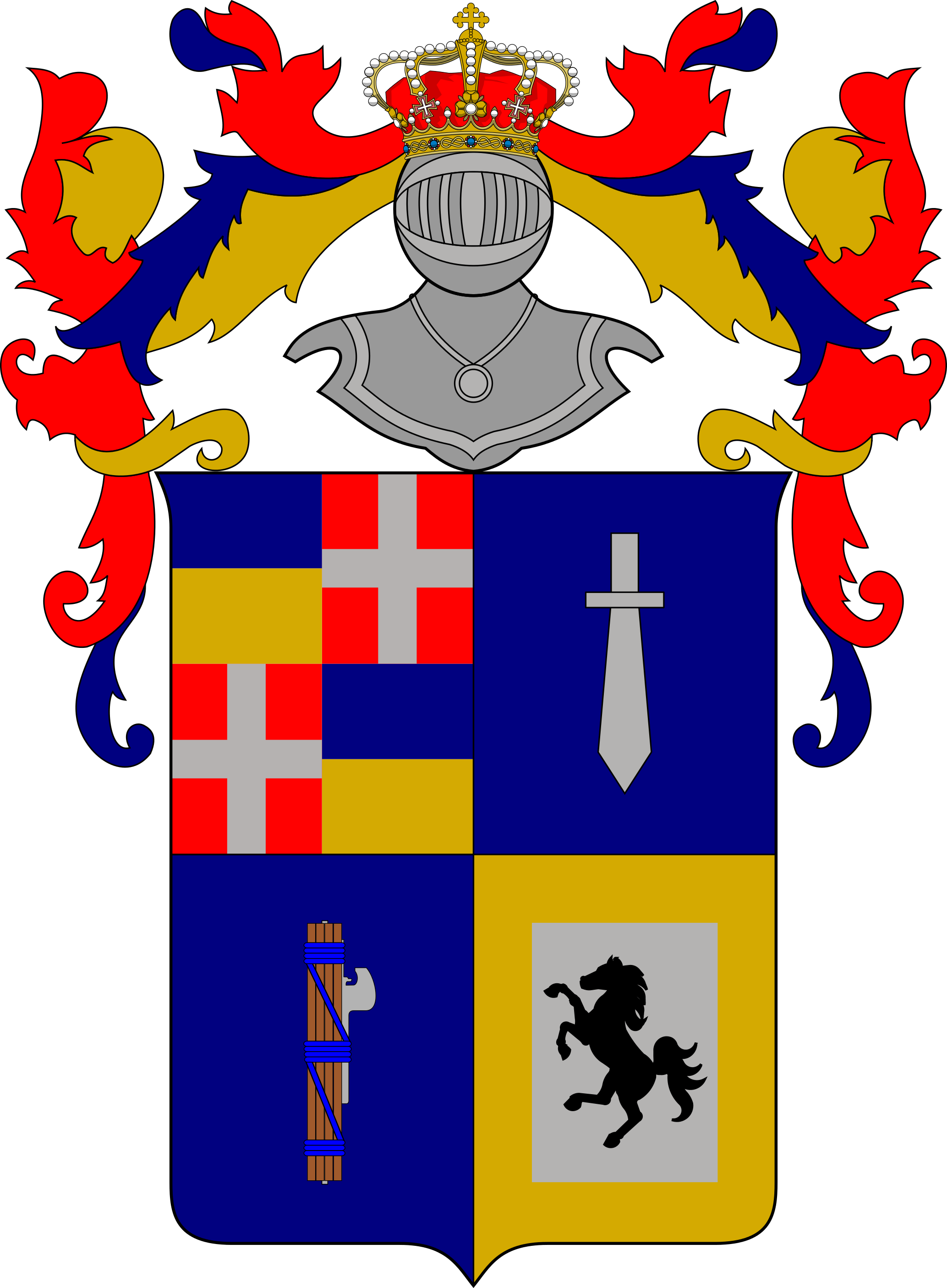
Stemma araldico del 226º Reggimento fanteria "Arezzo", 1939

- 80ª Legione CC.NN. d'Assalto "Alessandro Farnese" (aggregata nel 1941)
  - XXVI Battaglione CC.NN. d'assalto "Ferrara"
  - LXVII Battaglione CC.NN. d'assalto "Bologna"
  - 80ª Compagnia CC.NN. mitraglieri
- 53º Reggimento artiglieria "Arezzo"
  - I Gruppo artiglieria
  - II Gruppo artiglieria
  - III Gruppo artiglieria
- LIII Battaglione mortai da 81
- 53ª Compagnia controcarri da 47/32
- III Battaglione genio
  - 53ª Compagnia mista telegrafisti/marconisti
  - 94ª Compagnia genio
- 59ª Sezione sanità
- 60ª Sezione sussistenza

## Ordine di battaglia: 1943
- - Comandante della fanteria divisionale - Generale di brigata Eugenio Pejrolo (dal 15 dicembre 1942)
- 225º Reggimento fanteria "Arezzo"
- 226º Reggimento fanteria "Arezzo"
- 343º Reggimento fanteria "Forlì"
- 80ª Legione CC.NN. d'assalto "Alessandro Farnese"
  - XXVI Battaglione CC.NN. d'assalto "Ferrara"
  - LXVII Battaglione CC.NN. d'assalto "Bologna"
  - 80ª Compagnia CC.NN. mitraglieri
- 53º Reggimento artiglieria "Arezzo"
  - I Gruppo artiglieria
  - II Gruppo artiglieria
  - III Gruppo artiglieria
- LIII Battaglione mortai da 81
- 53ª Compagnia controcarri da 47/32

## Comandanti 1939-1943
- Gen. D. Michele Molinari (24 maggio 1939 - 10 agosto 1940)
- Gen. B. Ernesto Ferone (16 agosto 1940 - 4 giugno 1941)
- Col. Pietro Tantillo (interinale 5 giugno -10 luglio 1941)
- Col. Luigi De Petri Tonelli (interinale 11 - 31 luglio 1941)
- Gen. D. Carlo Rivolta (1º agosto 1941 - 25 settembre 1942)
- Col. Emilio Bellante (interinale 26 settembre - 14 ottobre 1942)
- Gen. B. Salvatore D'Arminio Monforte (15 ottobre 1942 - 10 agosto 1943)
- Gen. D. Arturo Torriano (11 agosto - 18 settembre 1943)